# Naturschutzgebiet Volmetal
Das Naturschutzgebiet Volmetal ist ein 4 Hektar großes Naturschutzgebiet (NSG) südlich von Strücken entlang der westlichen Stadtgrenze von Lüdenscheid im Märkischen Kreis in Nordrhein-Westfalen. Das Gebiet wurde 1994 als NSG ausgewiesen. Es liegt westlich der Bundesstraße 54. Großteils liegt das NSG östlich der Volmetal-Bahn. Das NSG zwischen Bundesstraße und Bahntrasse eingezwengt.

## Gebietsbeschreibung
Bei dem Naturschutzgebiet handelt es sich um einen naturnahen Abschnitt der Volme und deren Flussaue. Gesäumt wird die Volme von Ufergehölzen mit Bergahorn, Esche und Roterle und Hochstaudensäumen. Das Flusstal wird seitlich begrenzt und eingeengt durch eine Bundesstraße und eine Bahnlinie. Der Mittelgebirgsfluss weist rasch strömende und laufberuhigte Abschnitte auf. Die Hochstaudensäume werden von Drüsigen Springkraut dominiert. Schotterflächen entlang des Flusses werden von ausgedehnten Pestwurzfluren eingenommen. Lokal besitzt der Fluss Schotterbänke. Nördlich Stephansohl liegen mächtige Natursteine im Flussbett, die an dieser Stelle das Bild eines Wildflusses prägen. In Höhe Linnepermühle steht innerhalb einer Talbiegung eine jüngere Laubholzanpflanzung mit einem mit Moosen und Farnen bewachsener Kleinfelsen.

## Schutzzweck
Schutzzweck ist der Erhalt einer vielfältigen und intakten Fließgewässer-Biozönose durch Unterlassung störender Nutzungen. 